# Burg (Bruges)
Il Burg è una piazza di Bruges.
La piazza, di pianta quadrata, in origine era murata e provvista di cancelli e aveva delle funzioni di fortezza sorgendo su quello che doveva essere l'incrocio della strada romana che univa Oudenburg e Aardenburg e il fiume Reie.
La piazza è uno dei nuclei più antichi della città e oggi è circondata da numerosi edifici storici, tra cui il Municipio e la Basilica del Sacro Sangue.